# Стікс (видавництво)
Видавництво «Стікс» — спеціалізоване видавництво історичної літератури, засноване в Києві в липні 2007 р. Сергієм Коваленком і Наталією Третьяковою.

Видавництво спеціалізується на виданні літератури, яка висвітлює етапи боротьби українців за незалежне державне буття в нові й новітні часи. Це, зокрема, стосується Української революції 1648—1676 рр., Гайдамаччини XVIII століття й Української революції 1917—1921 рр. Редакційна політика видавництва спрямована на виключення зі здійснюваних ним видань тенденційності, закладеної історичними школами інших держав та історичними школами в Україні, сформованими в часи ідеологічного тиску на них з боку держав-поневолювачів.

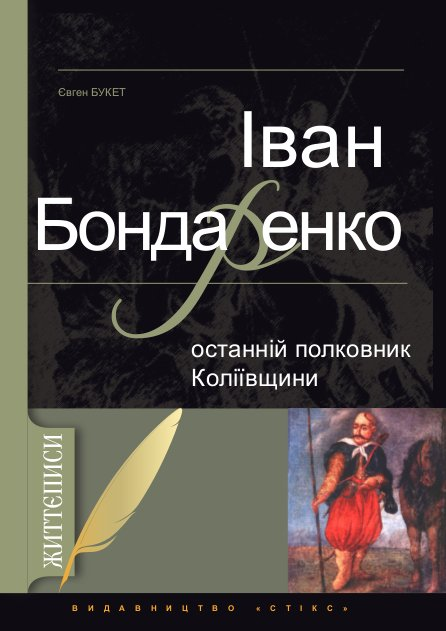
Книга Євгена Букета «Іван Бондаренко — останній полковник Коліївщини»

Особливу увагу у виданнях видавництва приділено контекстному картографуванню й ілюструванню матеріалу.У травні 2018 року креативним директором видавництва було призначено Владислава Поповича.

## Видання
- Сергій Коваленко. «Україна під булавою Богдана Хмельницького. Енциклопедія в 3-х томах» (2007—2009 рр.)
- Роман Коваль. «Отаман Орлик» (2010 р.)
- Сергій Коваленко. «Останній чин великого Гетьмана» (2010 р.)
- Петро Дяченко. «Чорні Запорожці: спомини командира полку» (2010 р.)
- Сергій Коваленко. «Іван Богун — український Дон Кіхот» (2011 р., 2-ге вид. 2015 р.)
- Василь Верига. «Листопадовий рейд 1921 року» (2011 р.)
- Сергій Коваленко. «Чорні Запорожці: історія полку» (2012 р., 2-ге вид. 2015 р.)
- Олександр Бондаренко. «Протистояння» (2013 р.)
- Олександр Бондаренко. «Роздоріжжя» (2014 р.)
- Євген Букет. «Іван Бондаренко — останній полковник Коліївщини» (2014 р.)
- Андрій Савельєв. Прометеї духу (2016 р.)
- Олександр Бондаренко. «Під знаком Молоха» (у 3-х книгах, 2018 р.)
- Сергій Коваленко. «Похід Запорожців на Донбас і Крим: рік 1918» (2018 р.)
- Сергій Коваленко. «Військо Запорозьке 1578—1599 років: перша республіка» (2021 р.)